# Fotbal na Letních olympijských hrách 2008 – turnaj žen
Fotbalový turnaj na Letních olympijských hrách 2008 byl čtvrtým ženským fotbalovým turnajem na olympijských hrách a konal se od 6. srpna do 21. srpna 2008. Účastnilo se ho 12 ženských reprezentací po 18 hráčkách bez věkových omezení. Vítězem se stala Ženská fotbalová reprezentace Spojených států amerických, která tak obhájila titul z minulých her.

## Kvalifikace
Hlavní článek: Kvalifikace na ženský fotbalový turnaj na Letních olympijských hrách 2008
| Turnaj kvalifikace                                                         | Termín konání                         | Místo             | Počet místenek | Kvalifikováni          |
| -------------------------------------------------------------------------- | ------------------------------------- | ----------------- | -------------- | ---------------------- |
| Hostitel                                                                   | –                                     | –                 | 1              | Čína                   |
| Kvalifikace AFC ve fotbale na Letní olympijské hry 2008                    | únor 2007 – srpen 2007                | –                 | 2              | Japonsko Severní Korea |
| Kvalifikace CAF ve fotbale na Letní olympijské hry 2008                    | říjen 2006 – březen 2008              | –                 | 1              | Nigérie                |
| Kvalifikace CONCACAF ve fotbale na Letní olympijské hry 2008               | říjen 2007 – duben 2008               | Ciudad Juárez     | 2              | USA Kanada             |
| Sudamericano Femenino 2006                                                 | 10.–26. listopad 2006                 | Mar del Plata     | 1              | Argentina              |
| Kvalifikace OFC ve fotbale na Letní olympijské hry 2008                    | 25. srpen–7. září 2007 8. březen 2008 | Apia Port Moresby | 1              | Nový Zéland            |
| UEFA (nejlepší dva evropské týmy na Mistrovství světa ve fotbale žen 2007) | 10.–30. září 2007                     | Čína              | 2              | Německo Norsko         |
| Evropská baráž                                                             | 8. a 28. listopad 2007                | Viborg Solna      | 1              | Švédsko                |
| mezikontinentální baráž CAF-CONMEBOL (Ghana vs Brazílie)                   | 19. duben 2008                        | Peking            | 1              | Brazílie               |

## Soupisky

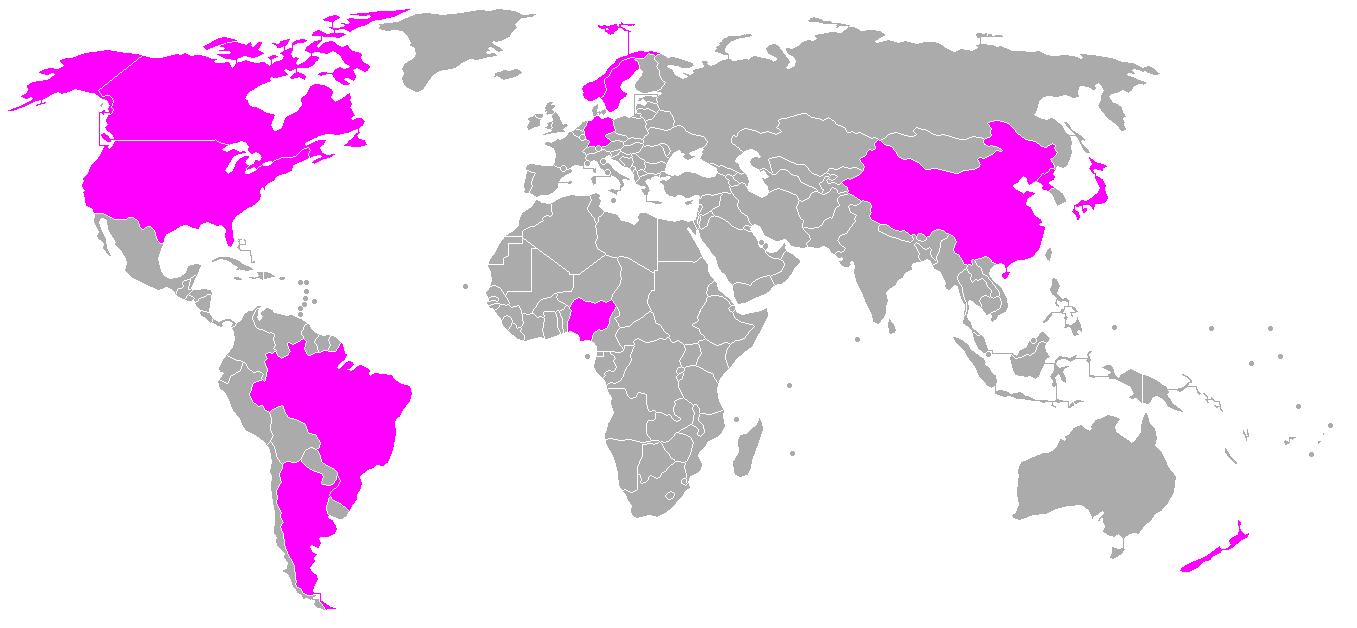
Účastníci turnaje žen

Turnaj nebyl věkově omezen, každá země nominuje 18 hráček, z nichž minimálně 2 hráčky musí hrát na pozici brankáře.

## Rozhodčí
| Hlavní                     | Asistenti                                                    |
| AFC                        | AFC                                                          |
| -------------------------- | ------------------------------------------------------------ |
| Hong Eun Ah                | Sarah Ho Jacqueline Leleu                                    |
| Pannipar Kamnuengová       | Daw Kaw Ja Liu Hsiu-mei Liu Hongjuan Shamsuri Widiya Habibah |
| Niu Huijun                 | Daw Kaw Ja Liu Hsiu-mei Liu Hongjuan Shamsuri Widiya Habibah |
| CONCACAF                   |                                                              |
| Shane de Silvaová          | Milena Lopezová Cindy Mohammedová                            |
| Dianne Ferreirová-Jamesová | Mayte Chavezová Rita Munozová                                |
| Kari Seitzová              | Marlene Duffyová Veronica Perezová                           |

| Hlavní             | Asistenti                                                       |
| CAF                | CAF                                                             |
| ------------------ | --------------------------------------------------------------- |
| Deidre Mitchellová | Nomvula Masilelaová Tempa Ndahová                               |
| CONMEBOL           |                                                                 |
| Estela Alvarezová  | Marlene Leytonová Maria Roccová                                 |
| UEFA               |                                                                 |
| Christine Becková  | Inka Müllerová Maria Luisa Villa Gutierrezová                   |
| Nicole Petignatová | Cristina Ciniová Karine Vives Solanová                          |
| Dagmar Damková     | Helen Carová Irina Mirtová Katarzyna Nadolská Hege Steinlundová |
| Jenny Palmqvistová | Helen Carová Irina Mirtová Katarzyna Nadolská Hege Steinlundová |

## Medailistky
| Zlato   | USA      |
| Stříbro | Brazílie |
| Bronz   | Německo  |

## Základní skupiny
První dva týmy z každé skupiny a nejlepší dva týmy na třetích místech postoupily do čtvrtfinále.

### Skupina E
| Tým       | Z | V | R | P | VG | IG | +/- | B |
| --------- | - | - | - | - | -- | -- | --- | - |
| Čína      | 3 | 2 | 1 | 0 | 5  | 2  | +3  | 7 |
| Švédsko   | 3 | 2 | 0 | 1 | 4  | 3  | +1  | 6 |
| Kanada    | 3 | 1 | 1 | 1 | 4  | 4  | 0   | 4 |
| Argentina | 3 | 0 | 0 | 3 | 1  | 5  | -4  | 0 |

| 6. srpna 2008 17:00 |        |                            |                                                                                      |
| Argentina           | 1 : 2  | Kanada                     | Tianjinský olympijský stadion, Tchien-ťin diváci: 23 201 rozhodčí: Christine Becková |
| Maniclerová 85'     | Report | Chapmanová 27' Langová 72' | Tianjinský olympijský stadion, Tchien-ťin diváci: 23 201 rozhodčí: Christine Becková |

| 6. srpna 2008 19:45           |        |                |                                                                                   |
| Čína                          | 2 : 1  | Švédsko        | Tianjinský olympijský stadion, Tchien-ťin diváci: 37 902 rozhodčí: Hong Eun-Ahová |
| Xu Yuanová 6' Han Duanová 72' | Report | Schelinová 38' | Tianjinský olympijský stadion, Tchien-ťin diváci: 37 902 rozhodčí: Hong Eun-Ahová |

| 9. srpna 2008 17:00 |        |           |                                                                                               |
| Švédsko             | 1 : 0  | Argentina | Tianjinský olympijský stadion, Tchien-ťin diváci: 38 293 rozhodčí: Dianne Ferreirová-Jamesová |
| Fischerová 57'      | Report |           | Tianjinský olympijský stadion, Tchien-ťin diváci: 38 293 rozhodčí: Dianne Ferreirová-Jamesová |

| 9. srpna 2008 19:45 |        |                |                                                                                   |
| Kanada              | 1 : 1  | Čína           | Tianjinský olympijský stadion, Tchien-ťin diváci: 52 600 rozhodčí: Dagmar Damková |
| Sinclairová 34'     | Report | Xu Yuanová 36' | Tianjinský olympijský stadion, Tchien-ťin diváci: 52 600 rozhodčí: Dagmar Damková |

| 12. srpna 2008 19:45            |        |           | |
| Čína                            | 2 : 0  | Argentina | Qinhuangdao Olympijský sportovní stadion, Čchin-chuang-tao diváci: 31 492 rozhodčí: Nicole Petignatová |
| Han Duanová 52' Gu Yashaová 90' | Report |           | Qinhuangdao Olympijský sportovní stadion, Čchin-chuang-tao diváci: 31 492 rozhodčí: Nicole Petignatová |

| 12. srpna 2008 19:45 |        |                 |                                                                           |
| Švédsko              | 2 : 1  | Kanada          | Stadion pracujících, Peking diváci: 51 112 rozhodčí: Pannipar Kamnuengová |
| Schelinová 19', 51'  | Report | Tancrediová 63' | Stadion pracujících, Peking diváci: 51 112 rozhodčí: Pannipar Kamnuengová |

### Skupina F
| Tým           | Z | V | R | P | VG | IG | +/- | B |
| ------------- | - | - | - | - | -- | -- | --- | - |
| Brazílie      | 3 | 2 | 1 | 0 | 5  | 2  | +3  | 7 |
| Německo       | 3 | 2 | 1 | 0 | 2  | 0  | +2  | 7 |
| Severní Korea | 3 | 1 | 0 | 2 | 2  | 3  | -1  | 3 |
| Nigérie       | 3 | 0 | 0 | 3 | 1  | 5  | -4  | 0 |

| 6. srpna 2008 17:00 |        |          |                                                                               |
| Německo             | 0 : 0  | Brazílie | Šenjanský olympijský stadion, Šen-jang diváci: 20 703 rozhodčí: Kari Seitzová |
|                     | Report |          | Šenjanský olympijský stadion, Šen-jang diváci: 20 703 rozhodčí: Kari Seitzová |

| 6. srpna 2008 19:45  |        |         |                                                                                   |
| Severní Korea        | 1 : 0  | Nigérie | Šenjanský olympijský stadion, Šen-jang diváci: 24 084 rozhodčí: Shane de Silvaová |
| Kim Kyong-Hwaová 27' | Report |         | Šenjanský olympijský stadion, Šen-jang diváci: 24 084 rozhodčí: Shane de Silvaová |

| 9. srpna 2008 17:00 |        |                  |                                                                                    |
| Nigérie             | 0 : 1  | Německo          | Šenjanský olympijský stadion, Šen-jang diváci: 19 266 rozhodčí: Jenny Palmqvistová |
|                     | Report | Stegemannová 65' | Šenjanský olympijský stadion, Šen-jang diváci: 19 266 rozhodčí: Jenny Palmqvistová |

| 9. srpna 2008 19:45   |        |                   |                                                                               |
| Brazílie              | 2 : 1  | Severní Korea     | Šenjanský olympijský stadion, Šen-jang diváci: 19 616 rozhodčí: Niu Huijunová |
| Daniela 14' Marta 23' | Report | Ri Kum-Suková 90' | Šenjanský olympijský stadion, Šen-jang diváci: 19 616 rozhodčí: Niu Huijunová |

| 12. srpna 2008 17:00 |        |               |                                                                                                |
| Severní Korea        | 0 : 1  | Německo       | Tianjinský olympijský stadion, Tchien-ťin diváci: 12 387 rozhodčí: Dianne Ferreiraová-Jamesová |
|                      | Report | Mittagová 86' | Tianjinský olympijský stadion, Tchien-ťin diváci: 12 387 rozhodčí: Dianne Ferreiraová-Jamesová |

| 12. srpna 2008 17:00  |        |                           |                                                                     |
| Nigérie               | 1 : 3  | Brazílie                  | Stadion pracujících, Peking diváci: 51 112 rozhodčí: Hong Eun-Ahová |
| Nkwochaová 19' (pen.) | Report | Cristiane 34', 35', 45+3' | Stadion pracujících, Peking diváci: 51 112 rozhodčí: Hong Eun-Ahová |

### Skupina G
| Tým         | Z | V | R | P | VG | IG | +/- | B |
| ----------- | - | - | - | - | -- | -- | --- | - |
| USA         | 3 | 2 | 0 | 1 | 5  | 2  | +3  | 6 |
| Norsko      | 3 | 2 | 0 | 1 | 4  | 5  | -1  | 6 |
| Japonsko    | 3 | 1 | 1 | 1 | 7  | 4  | +3  | 4 |
| Nový Zéland | 3 | 0 | 1 | 2 | 2  | 7  | -5  | 1 |

| 6. srpna 2008 17:00              |        |                                   | |
| Japonsko                         | 2 : 2  | Nový Zéland                       | Qinhuangdao Olympijský sportovní stadion, Čchin-chuang-tao diváci: 10 270 rozhodčí: Deidre Mitchellová |
| Mijamaová 72' (pen.) Sawaová 86' | Report | Yallopová 37' Hearnová 56' (pen.) | Qinhuangdao Olympijský sportovní stadion, Čchin-chuang-tao diváci: 10 270 rozhodčí: Deidre Mitchellová |

| 6. srpna 2008 19:45            |        |     | |
| Norsko                         | 2 : 0  | USA | Qinhuangdao Olympijský sportovní stadion, Čchin-chuang-tao diváci: 17 673 rozhodčí: Nicole Petignatová |
| Larsen Kaurinová 2' Wiiková 4' | Report |     | Qinhuangdao Olympijský sportovní stadion, Čchin-chuang-tao diváci: 17 673 rozhodčí: Nicole Petignatová |

| 9. srpna 2008 17:00 |        |          | |
| USA                 | 1 : 0  | Japonsko | Qinhuangdao Olympijský sportovní stadion, Čchin-chuang-tao diváci: 16 912 rozhodčí: Pannipar Kamnuengová |
| Lloydová 27'        | Report |          | Qinhuangdao Olympijský sportovní stadion, Čchin-chuang-tao diváci: 16 912 rozhodčí: Pannipar Kamnuengová |

| 9. srpna 2008 19:45 |        |            | |
| Nový Zéland         | 0 : 1  | Norsko     | Qinhuangdao Olympijský sportovní stadion, Čchin-chuang-tao diváci: 7 285 rozhodčí: Estela Alvarezová |
|                     | Report | Wiiková 8' | Qinhuangdao Olympijský sportovní stadion, Čchin-chuang-tao diváci: 7 285 rozhodčí: Estela Alvarezová |

| 12. srpna 2008 19:45 |        |                                                                      |                                                                        |
| Norsko               | 1 : 5  | Japonsko                                                             | Šanghajský stadion, Šanghaj diváci: 16 872 rozhodčí: Shane de Silvaová |
| Knutsenová 27'       | Report | Kingaová 31' Følstadová 51' (vl.) Onoová 52' Sawaová 71' Haraová 83' | Šanghajský stadion, Šanghaj diváci: 16 872 rozhodčí: Shane de Silvaová |

| 12. srpna 2008 19:45                                         |        |             |                                                                                |
| USA                                                          | 4 : 0  | Nový Zéland | Šenjanský olympijský stadion, Šen-jang diváci: 12 453 rozhodčí: Dagmar Damková |
| O'Reillyová 1' Rodriguezová 43' Tarpleyová 56' Huclesová 60' | Report |             | Šenjanský olympijský stadion, Šen-jang diváci: 12 453 rozhodčí: Dagmar Damková |

### Žebříček týmů na třetích místech
| Tým           | Z | V | R | P | VG | IG | +/- | B |
| ------------- | - | - | - | - | -- | -- | --- | - |
| Japonsko      | 3 | 1 | 1 | 1 | 7  | 4  | +3  | 4 |
| Kanada        | 3 | 1 | 1 | 1 | 4  | 4  | 0   | 4 |
| Severní Korea | 3 | 1 | 0 | 2 | 2  | 3  | -1  | 3 |

## Play off
|  | Čtvrtfinále                       | Čtvrtfinále             |                          |          | Semifinále  | Semifinále  |  |  | Finále                  | Finále |
|  |                                   |                         |                          |          |             |             |  |  |                         |        |
|  | 15. srpna 2008 — Tchien-ťin       |                         |                          |          |             |             |  |  |                         |        |
|  |                                   |                         |                          |          |             |             |  |  |                         |        |
|  | Brazílie                          | 2                       |                          |          |             |             |  |  |                         |        |
|  | Brazílie                          | 2                       | 18. srpna 2008 — Šanghaj |          |             |             |  |  |                         |        |
|  | Norsko                            | 1                       |                          |          |             |             |  |  |                         |        |
|  | Norsko                            | 1                       | Brazílie                 | 4        |             |             |  |  |                         |        |
|  | 15. srpna 2008 — Šen-jang         |                         | Brazílie                 | 4        |             |             |  |  |                         |        |
|  |                                   | Německo                 | 1                        |          |             |             |  |  |                         |        |
|  | Švédsko                           | Německo                 | 1                        | 0        |             |             |  |  |                         |        |
|  | Švédsko                           |                         | 21. srpna 2008 — Peking  | 0        |             |             |  |  |                         |        |
|  | Německo (prod.)                   | 2                       |                          |          |             |             |  |  |                         |        |
|  | Německo (prod.)                   | 2                       | Brazílie                 | 0        |             |             |  |  |                         |        |
|  | 15. srpna 2008 — Čchin-chuang-tao |                         | Brazílie                 | 0        |             |             |  |  |                         |        |
|  |                                   | USA (prod.)             | 1                        |          |             |             |  |  |                         |        |
|  | Čína                              | USA (prod.)             | 1                        | 0        |             |             |  |  |                         |        |
|  | Čína                              | 18. srpna 2008 — Peking |                          | 0        |             |             |  |  |                         |        |
|  | Japonsko                          | 2                       |                          |          |             |             |  |  |                         |        |
|  | Japonsko                          | 2                       | USA                      | 4        | Třetí místo | Třetí místo |  |  |                         |        |
|  | 15. srpna 2008 — Šanghaj          |                         | USA                      | 4        | Třetí místo | Třetí místo |  |  |                         |        |
|  |                                   | Japonsko                | 2                        |          |             |             |  |  |                         |        |
|  | USA (prod.)                       | Japonsko                | 2                        | 2        | Německo     | 2           |  |  |                         |        |
|  | USA (prod.)                       |                         |                          | 2        | Německo     | 2           |  |  |                         |        |
|  | Kanada                            | 1                       |                          | Japonsko | 0           |             |  |  |                         |        |
|  | Kanada                            | 1                       |                          |          | 0           |             |  |  |                         |        |
|  |                                   |                         |                          |          |             |             |  |  | 21. srpna 2008 — Peking |        |
|  |                                   |                         |                          |          |             |             |  |  |                         |        |

### Čtvrtfinále
| 15. srpna 2008 18:00      |                |                 |                                                                         |
| USA                       | 2 : 1 (prodl.) | Kanada          | Šanghajský stadion, Šanghaj diváci: 26 129 rozhodčí: Jenny Palmqvistová |
| Huclesová 12' Kaiová 101' | Report         | Sinclairová 30' | Šanghajský stadion, Šanghaj diváci: 26 129 rozhodčí: Jenny Palmqvistová |

| 15. srpna 2008 18:00  |        |                      |                                                                                  |
| Brazílie              | 2 : 1  | Norsko               | Tianjinský olympijský stadion, Tchien-ťin diváci: 26 174 rozhodčí: Kari Seitzová |
| Daniela 43' Marta 57' | Report | Nordbyová 83' (pen.) | Tianjinský olympijský stadion, Tchien-ťin diváci: 26 174 rozhodčí: Kari Seitzová |

| 15. srpna 2008 21:00 |                |                                    |                                                                            |
| Švédsko              | 0 : 2 (prodl.) | Německo                            | Shenyang Olympic Stadium, Šen-jang diváci: 17 209 rozhodčí: Dagmar Damková |
|                      | Report         | Garefrekesová 104' Laudehrová 115' | Shenyang Olympic Stadium, Šen-jang diváci: 17 209 rozhodčí: Dagmar Damková |

| 15. srpna 2008 21:00 |        |                             | |
| Čína                 | 0 : 2  | Japonsko                    | Qinhuangdao Olympijský sportovní stadion, Čchin-chuang-tao diváci: 28 459 rozhodčí: Christine Becková |
|                      | Report | Sawaová 15' Nagasatoová 80' | Qinhuangdao Olympijský sportovní stadion, Čchin-chuang-tao diváci: 28 459 rozhodčí: Christine Becková |

### Semifinále
| 18. srpna 2008 18:00                     |        |              |                                                                     |
| Brazílie                                 | 4 : 1  | Německo      | Šanghajský stadion, Šanghaj diváci: 26 976 rozhodčí: Hong Eun-Ahová |
| Formiga 43' Cristiane 49', 76' Marta 53' | Report | Prinzová 10' | Šanghajský stadion, Šanghaj diváci: 26 976 rozhodčí: Hong Eun-Ahová |

| 18. srpna 2008 21:00                               |        |                             |                                                                     |
| USA                                                | 4 : 2  | Japonsko                    | Workers Stadium, Peking diváci: 50 937 rozhodčí: Nicole Petignatová |
| Huclesová 41', 80' Chalupnyová 44' O'Reillyová 70' | Report | Onoová 16' Arakawaová 90+3' | Workers Stadium, Peking diváci: 50 937 rozhodčí: Nicole Petignatová |

### O 3. místo
| 21. srpna 2008 18:00 |        |          |                                                                     |
| Německo              | 2 : 0  | Japonsko | Workers Stadium, Peking diváci: 49 285 rozhodčí: Estella Alvaresová |
| Bajramajová 68', 87' | Report |          | Workers Stadium, Peking diváci: 49 285 rozhodčí: Estella Alvaresová |

### Finále
| 21. srpna 2008 21:00 |                |              |                                                                 |
| Brazílie             | 0 : 1 (prodl.) | USA          | Workers Stadium, Peking diváci: 51 612 rozhodčí: Dagmar Damková |
|                      | Report         | Lloydová 96' | Workers Stadium, Peking diváci: 51 612 rozhodčí: Dagmar Damková |

## Medailisté
|     | Zlato | Stříbro | Bronz |
| Tým | USA Hope Solová Heather Mittsová Christie Ramponeová Rachel Buehlerová Lindsay Tarpleyová Natasha Kaiová Shannon Boxxová Amy Rodriguezová Heather O'Reillyová Aly Wagnerová Carli Lloydová Lauren Cheneyová Tobin Heathová Stephanie Coxová Kate Markgrafová Angela Huclesová Lori Chalupnyová Nicole Barnhartová Trenér: Pia Sundhageová | Brazílie Andréia Simone Andréia Rosa Tânia Renata Costa Maycon Daniela Formiga Ester Marta Cristiane Bárbara Francielle Pretinha Fabiana Érika Maurine Rosana Trenér: Jorge Luiz Barcellos | Německo Nadine Angererová Kerstin Stegemannová Saskia Bartusiaková Babett Peterová Annike Krahnová Linda Bresoniková Melanie Behringerová Sandra Smiseková Birgit Prinzová Renate Lingorová Anja Mittagová Ursula Hollová Célia Okoyino da Mbabiová Simone Laudehrová Fatmire Bajramajová Conny Pohlersová Ariane Hingstová Kerstin Garefrekes Trenér: Silvia Neidová |